# Коррієнтес (провінція)
Корріє́нтес (ісп. Corrientes ісп. вимова: [koˈrjentes], досл. ‘течії’ або ‘потоки’; гуар. Taragui) — провінція Аргентини, розташована на північному сході країни. Межує з провінціями Санта-Фе і Чако (по річці Парана), Ентре-Ріос і Місьйонес, а також з Бразилією та Уругваєм (по річці Уругвай). Столиця провінції — місто Коррієнтес. Коррієнтес є єдиною двомовною провінцією Аргентини: з 2005 року офіційною мовою, окрім іспанської, є гуарані.

## Географія
Провінція Коррієнтес знаходиться у природному регіоні аргентинська Месопотамія. Рельєф Коррієнтеса рівнинний, максимальна висота 229 м.
Клімат провінції здебільшого субтропічний, на півдні — помірний. Середня річна температура 21 °C. Опади рясні, 1400—1900 мм на рік. Переважають північні вітри, Памперо і Судестада.
На території Коррієнтеса знаходиться велика кількість озер і річок. Природні межі провінції утворюють річки Уругвай (на сході) і Парана (на заході і півночі). Низька висота місцевості сприяє сильним повеням. Водні ресурси провінції використовуються для добування електроенергії, зокрема на ГЕС Ясірета.

## Історія
До приходу європейських колонізаторів землі, де зараз знаходиться провінція Коррієнтес, були заселені індіанцями гуарані і називалися Тарагуї.
1527 року Себастьян Кабот відкрив річку Парана, а 1528 року — річку Парагвай, таким чином ставши першим європейцем, що побував у Коррієнтесі.
Нинішня столиця провінції місто Коррієнтес було засновано Хуаном Торресом де Верою-і-Арагоном 3 квітня 1588 року.
Значний внесок у заселення місцевості внесли єзуїти, які засновували численні місії на північному сході провінції. Місіонерська робота єзуїтів сприяла покращенню рівня життя індіанців гуарані, які опинилися під захистом церкви, яка оберігала їх від зазіхань колоністів і бандейрантів. Відкликання єзуїтів з Америки спричинило різке зменшення населення Коррієнтеса та відхід частини його території до Бразилії.
З 16 грудня 1617 року Коррієнтес входив до губернаторства Ріо-де-ла-Плата. Королівським указом від 28 січня 1782 року Коррієнтес було віднесено до інтендантства Буенос-Айрес у складі віце-королівства Ріо-де-ла-Плата.
У Коррієнтесі було створений корпус міліції, який під час англійських вторгнень у 1806—1807 роках активно чинив опір загарбникам. 1 січня 1809 року корпус було розформовано.
1810 року провінція підтримала Травневу революцію і направила свого депутата до новоствореного парламенту. Водночас до Коррієнтеса прибули визвольні війська Мануеля Бельграно. 11 березня 1814 року відбулися перші вибори губернатора провінції, ним став Хуан Баутіста Мендес. 20 квітня було проголошено незалежність провінції і входження її до складу аргентинської федерації. 10 вересня 1814 року декретом уряду було створено провінції Ентре-Ріос і Коррієнтес та виведено їх з-під влади інтендантства Буенос-Айрес.
1820 року Франсіско Рамірес оголосив про незалежність Республіки Ентре-Ріос, до якої також увійшла територія сучасної провінції Коррієнтес, але держава проіснувала лише рік, до смерті засновника.
11 грудня 1821 року було затверджено першу конституцію провінції.
У 1830-1840-х роках відносини між Коррієнтесом і провінцією Буенос-Айрес, яка на той час була під владою Хуана Мануель де Росаса, були напруженими. Це призвело до того, що 1839 року губернатор Коррієнтеса приєднався до колишнього уругвайського президента Фруктуосо Рівери і розпочав військові дії проти Росаса. Після довгих боїв 3 лютого 1852 року Росаса було переможено у битві при Касеросі.
Під час війни Потрійного альянсу територія Коррієнтеса була окупована парагвайськими військами.
Остаточні кордони між провінціями Чако і Коррієнтес було встановлено 18 липня 1978 року.

## Економіка
На відміну від більшості території Аргентини, у Коррієнтесі слабко розвинене скотарство через високі середньорічні температури і вбогі пасовища. Рослинництво розвинене краще і є однією з основ економіки провінції. Переважає вирощування цитрусових, тютюну, рису, мате, чаю і бавовнику. Також розвинена деревообробна промисловість на північному сході і в центрі, оскільки Коррієнтес є найбільш залісненою провінцією Аргентини. Ще однією важливою галуззю економіки є туризм.

## Освіта
| Освіта у провінції Коррієнтес (2009) | Освіта у провінції Коррієнтес (2009) | Освіта у провінції Коррієнтес (2009) | Освіта у провінції Коррієнтес (2009) |
| Рівень                               | Навчальних закладів                  | Учнів                                | Працівників                          |
| ------------------------------------ | ------------------------------------ | ------------------------------------ | ------------------------------------ |
| Дошкільні                            | 748                                  | 38 844                               | 2 291                                |
| - державні                           | 676                                  | 32 045                               | 1 722                                |
| - приватні                           | 72                                   | 6 799                                | 569                                  |
| Початкові                            | 930                                  | 157 189                              | 10 252                               |
| - державні                           | 866                                  | 141 307                              | 9 030                                |
| - приватні                           | 64                                   | 15 882                               | 1 222                                |
| Середні                              | 237                                  | 99 171                               | 5 235                                |
| - державні                           | 153                                  | 82 014                               | 4 020                                |
| - приватні                           | 84                                   | 17 157                               | 1 215                                |
| Вищі                                 | 49                                   | 22 674                               | 836                                  |
| - державні                           | 23                                   | 17 066                               | 441                                  |
| - приватні                           | 26                                   | 5 608                                | 395                                  |

## Адміністративно-територіальний поділ
Провінція Коррієнтес поділяється на 25 департаментів:
| Мапа | Департамент           | Населення (2010) | Площа | Столиця                                   |
| ---- | --------------------- | ---------------- | ----- | ----------------------------------------- |
|      | Столичний             | 356.314          | 500   | Коррієнтес                                |
|      | Гойя                  | 87.872           | 4.678 | Гойя                                      |
|      | Санто-Томе            | 61.643           | 7.359 | Санто-Томе                                |
|      | Пасо-де-лос-Лібрес    | 47.782           | 4.700 | Пасо-де-лос-Лібрес                        |
|      | Мерседес              | 47.426           | 9.588 | Мерседес                                  |
|      | Курусу-Кватья         | 44.071           | 8.911 | Курусу-Кватья                             |
|      | Белья-Віста           | 37.212           | 1.695 | Белья-Віста                               |
|      | Монте-Касерос         | 35.922           | 2.287 | Монте-Касерос                             |
|      | Ітусайнго             | 31.102           | 8.613 | Ітусайнго                                 |
|      | Ескіна                | 30.747           | 3.723 | Ескіна                                    |
|      | Лавальє               | 28.601           | 1.480 | Санта-Лусія                               |
|      | Саладас               | 22.128           | 1.907 | Саладас                                   |
|      | Консепсьйон           | 20.845           | 5.008 | Консепсьйон                               |
|      | Сан-Роке              | 18.223           | 2.243 | Сан-Роке                                  |
|      | Сан-Луїс-дель-Пальмар | 17.812           | 2.385 | Сан-Лїс-дель-Пальмар                      |
|      | Емпедрадо             | 15.011           | 1.937 | Емпедрадо                                 |
|      | Хенераль-Пас          | 14.403           | 1.954 | Нуестра-Сеньйора-дель-Росаріо-де-Каа-Каті |
|      | Сан-Косме             | 14.155           | 591   | Сан-Косме                                 |
|      | Сан-Мартін            | 13.222           | 6.385 | Ла-Крус                                   |
|      | Сан-Мігель            | 10.715           | 2.863 | Сан-Мігель                                |
|      | Мбурукуя              | 9.283            | 957   | Мбурукуя                                  |
|      | Саусе                 | 9.273            | 1.760 | Саусе                                     |
|      | Ітаті                 | 9.141            | 870   | Ітаті                                     |
|      | Хенераль-Альвеар      | 8.001            | 1.954 | Альвеар                                   |
|      | Берон-де-Астрада      | 2.434            | 810   | Берон-де-Астрада                          |